# Chevrolet Corvette C5-R
Chronologie des modèles
Chevrolet Corvette C6.R
La Chevrolet Corvette C5-R (ou simplement Corvette C5-R) est une voiture de course développée conjointement par le constructeur américain Chevrolet, et par ses filiales Pratt & Miller et Corvette Racing afin de concourir dans des courses d'endurance.

## Aspects techniques
Elle est basée sur la Corvette C5 de route mais a un empattement plus long, une voie plus large, un V8 avec une cylindrée agrandie et une carrosserie différente avec des phares exposés.